# El Algabeño
José García Rodríguez, llamado Algabeño (La Algaba, 1875-Sevilla, 1947) fue un torero español, padre de José García Carranza, Algabeño hijo.

## Biografía
Algabeño destacó en particular por su talento como estoqueador. Si en el manejo de la capa y la muleta se desenvolvía con poca finura y una evidente falta de repertorio, su seguridad, su personalidad, su sinceridad y su eficacia al entrar a matar hicieron de él uno de los maestros de su época en el dominio de la espada. En la Segunda República fue jefe de milicias de la Falange de Sevilla. 

## Carrera
- Debut en novillada, en Sevilla el 9 de diciembre de 1894.
- Presentación en Madrid: 10 de marzo de 1895, alternando con Bernardo Gavira. Novillos de la ganadería de Saltillo.
- Alternativa el 22 de septiembre de 1895 en Madrid, actuando como padrino Fernando Gómez García, el Gallo, y siendo testigo Emilio Torres, «Bombita». Toros de la ganadería del duque de Veragua.
- Retirada del toreo, el 11 de agosto de 1912 en Pontevedra.[1]